# Citroën Dyane
Citroën Dyane var en bilmodell från Citroën som tillverkades mellan åren 1967 och 1983.  Bilen presenterades 1967 som en uppdaterad version av Citroën 2CV, som fortsatte att tillverkas parallellt med Dyane. Bilen introducerades för att konkurrera med Renault 4. Den hade halvkombibaklucka och modernare inredning än 2CV. Grundkonstruktionen var dock densamma som 2CV med tvåcylindrig, luftkyld motor, liggande spiralfjädring och tygtak som rullades bakåt. Bilen fanns även i en skåpmodell, kallad Akadiane. Starkaste motorutförandet var på 32 hästkrafter.
Dyane positionerades mellan 2CV och Ami på marknaden, vilket gjorde att Citroën hade tre småbilar byggda på samma plattform som delvis konkurrerade med varandra. Dyane fick ganska snart tillgång till den större motorn från Ami, men från 1970 erbjöds denna även i 2CV. Både Ami och Dyane sålde bra framförallt på den franska marknaden, men trots det hängde 2CV kvar och överlevde båda de modernare modellerna.
Främre sidorutorna var öppningsbara horisontellt genom att ena halvan av glasrutan kunde skjutas bakåt. Detta till skillnad från Citroën 2CV som hade ett gångjärn så att man kunde fälla upp nedre halvan av rutan och knäppa fast den i den övre. Den senare konstruktionen var mer populär, eftersom man då kunde luta armbågen mot fönsterramen.
Åren 1968-1973 licenstillverkades den även i Iran under namnet Jyane.[källa behövs]

## Bakgrund
Citroën 2CV hade fått hård konkurrens av Renault R4, som introducerades 1961. För att möta konkurrensen tog man fram Dyane, som skulle vara lite rymligare, lite modernare formgiven, men fortfarande mindre än Ami.